# Jindřich Vaňha

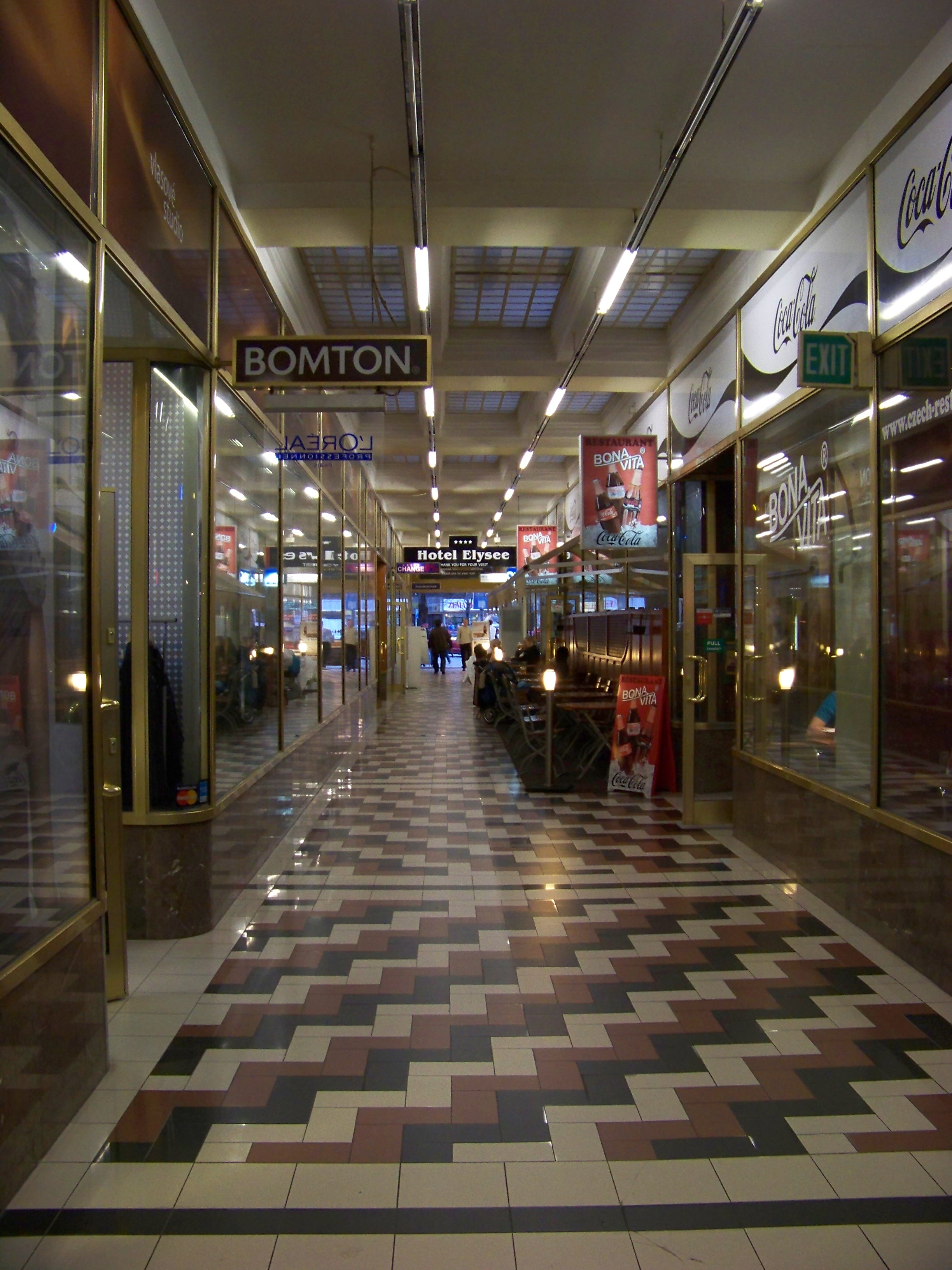
Vaňhova pasáž, dnes pasáž Jalta, pohled k Václavskému náměstí

Jindřich Vaňha (8. prosince 1889 Holešovice-Bubny – 21. srpna 1961 Sydney) byl pražský podnikatel, provozovatel proslulé rybí restaurace na pražském Václavském náměstí. Vybudoval řetězec rybáren po celé republice a svého času údajně provozoval i námořní flotilu.

## Životopis
Pocházel ze starého rodu, který žil v Holešovicích již asi od 15. století s právem rybolovu na Vltavě a vlastnit tam rovněž přívozy. Jindřichův dědeček Josef Waňha (* 1824),  s manželkou Kateřinou, rozenou Bláhovou,  měl sedm dětí.. Z nich prvorozený syn byl Jindřichův otec a jmenoval se Karel Waňha (*1853). Původním povoláním byl majitelem hostince (Gastbesitzer) a obchodníkem s rybami; oženil se s Eliškou Buriánovou,, založil v Holešovicích kapří sádky a na Vltavě provozoval dva přívozy.
Rodina měla 14 dětí. 
Jindřich se vyučil se číšníkem.. Dále se začal věnovat v rodině tradičnímu obchodu s rybami. Cestoval po Evropě i Americe a seznamoval se s moderními metodami zpracování ryb, jejich skladováním a s nejrůznějšími způsoby jejich úpravy.
Jeho obchodní kariéru však přerušila 1. světová válka, v níž byl těžce raněn. Po válce se opět vrátil k podnikání. V pražské Stromovce si pronajal  již zavedenou restauraci a po vzoru rodinné restaurace a rybárny, která v Troji fungovala již asi od posledního desetiletí 19. století. z ní vytvořil oblíbené místo Pražanů Povzbuzen její značnou oblibou pustil se ve 30. letech do budování sítě prodejen ryb a rybích bufetů nejen po Praze, ale po celé republice. Společně s bratrem Janem se mu podařilo vybudovat „obrovské obchodní impérium“, do něhož patřila síť prodejen ryb a rybích bufetů, velkoobchod rybami, zpracovatelské závody, v úvodu již zmiňovaná rybářská flotila a rovněž několik letadel k rychlé přepravě čerstvých ryb.

### Rybí restaurace
V roce 1940 otevřel úspěšný podnikatel Jindřich Vaňha v pasáži domu č. p. 43 na Václavském náměstí rybí restauraci, jež se záhy stala vlajkovou lodí a výkladní skříní jeho společnosti.
V této pasáži, jež samozřejmě nesla jméno Vaňhova, zaujímala rybárna prostor po obou stranách. Jako první se směrem od Václavského náměstí nacházel studený bufet s prosklenými výklady, v nichž byla vystavena lákavá nabídka studených rybích lahůdek. Směrem dál do nitra pasáže zabírala levou stranu luxusní restaurace, v níž se jedlo na stříbře, na němž bylo logo s firemním emblémem. Naproti, na pravé straně se nacházel Baltic Gril a celý komplex uzavíral teplý bufet. Interiéry celého komplexu měly tematicky odpovídající výzdobu, která rovněž lákala zákazníky.
Restaurace se záhy stala cílem mnoha labužníků. Nemalou měrou k tomu přispěla zdejší velká atrakce – akvária, kde si návštěvník mohl přímo vybrat vodního živočicha, na němž si pak pochutnal. Ale ani v obou bufetech, studeném či teplém, nebo v grilu se prý dveře netrhly. Kuchyně, přípravna a další provozy byly umístěny v suterénu, aby jejich provoz neobtěžoval zákazníky.. Jako zajímavost Marcela Vaňhová uvádí, že stříbrného náčiní, jež se v restauraci používalo, bylo tolik, že Vaňha musel zaměstnávat člověka, který měl na starost pouze jeho cídění. Po válce emigroval do Německa a odtud do Sydney kde se věnoval opět obchodu s rybími produkty. 
Zemřel roku 1961 v Sydney. Pohřben byl na Olšanských hřbitovech v Praze.
V roce 2025 vznikl pod vedením Petra Sojky na ČT 1 v pořadu "Z metropole" pětidílný seriál Sága rodu Vaňhů 